# Mammal Review
Die Zeitschrift Mammal Review ist eine zoologische Fachzeitschrift, die als offizielle Zeitschrift von der britischen Mammal Society herausgegeben wird. Das Magazin erscheint seit 1970 mit der 42. Nummer im Jahr 2012, aktuell wird es viermal im Jahr publiziert. Zudem erscheinen unregelmäßig themenbezogene Ausgaben wie die im April 2011 publizierte Zeitschrift unter dem Titel Genetics and conservation of large mammals in Europe.
Der Impact Factor der Zeitschrift liegt entsprechend der Angabe von Wiley-Blackwell bei 2,515, im Jahresdurchschnitt bei 3,081.

## Geschichte der Publikationen der Gesellschaft
Neben der Mammal Review veröffentlicht die Mammal Society regelmäßig einen Newsletter für Mitglieder mit dem Namen Mammal News. Bevor die Zeitschrift Mammal Review sowie die als Mitgliederzeitung konzipierte Mammal News im Jahr 1970 erschienen, publizierte die Gesellschaft von 1955 bis 1969 die zweimal im Jahr erschienene The Bulletin als Mitgliederzeitschrift mit wissenschaftlichen Beiträgen. Parallel wurde Notes on British Mammals für Mitglieder publiziert, die Artikel des Journal of Zoology mit Bezug zu Säugetieren in Großbritannien übernahm. Letztere wurde bis 1997 herausgebracht.

## Inhalt
Die Zeitschrift deckt alle Themenbereiche der Säugetierforschung ab. Artikel behandeln die theoretische und angewandte Forschung an Säugetieren sowie vor allem Artikel zum Status, Schutz und Management wildlebender Säugetiere mit Fokus auf Großbritannien.

## Belege
1. 1 2  Mammal Review bei Wiley-Blackwell
2. ↑  Inhalt Genetics and conservation of large mammals in Europe. Mammal Review 41 (2), April 2011.
3. ↑  Mammal News bei der britischen Mammal Society
4. ↑  History & Achievements bei der britischen Mammal Society
5. ↑  Mammal Review bei der britischen Mammal Society